# Dragan Vasiljković
Dragan Vasiljković, soprannominato Capitano Dragan (Belgrado, 12 dicembre 1954), è stato il fondatore e il comandante dell'unità paramilitare serba chiamata Kninja (soprannome: ninjas Knin, berretti rossi).
Nel 2015 Vasiljkovic, con doppia cittadinanza serba e australiana, è stato estradato da Perth alla Croazia, dove nel 2017 è stato condannato a 15 anni di prigione per crimini di guerra, tra cui l'uccisione del giornalista tedesco Egon Scotland. Secondo Balkan Insight Vasiljkovic è stata l'unica persona a essere condannata per la morte di un giornalista nelle guerre jugoslave.